# Élection présidentielle comorienne de 2019
L'élection présidentielle comorienne de 2019 se déroule de manière anticipée le 24 mars 2019 afin d'élire le président de l'union des Comores.
Le président sortant Azali Assoumani est réélu avec 60,7 % des suffrages au premier tour.

## Contexte
Ayant fait modifier la constitution par référendum en juillet 2018 afin de supprimer la limite de mandat consécutif, le président Azali Assoumani est candidat à sa réélection et fait avancer comme attendu la date du scrutin, initialement prévu pour 2021. Il cède la place à un Président intérimaire, Moustadroine Abdou, pour la durée de la campagne électorale, comme l'exige les dispositions transitoires de la nouvelle Constitution.
Vingt candidatures sont déposées auprès de la Cour suprême de Moroni avant la date limite, deux mois avant le scrutin. Figurent notamment les principaux adversaires d'Assoumani au précédent scrutin.
Le 9 février, la Cour suprême publie la liste définitive des treize candidats retenus. Les candidatures des principaux opposants sont rejetées sous des prétextes divers, dont notamment celle de l'ancien vice-président Mohamed Ali Soilihi, chef de l'Union de l'opposition, et celle d'Ibrahim Mohamed Soulé, candidat du parti Juwa. La totalité des candidats soutenus par des partis sont exclus, hormis Assoumani, qui n'affronte ainsi que des candidats indépendants considérés comme mineurs. L'indépendance de la cour, dont l’intégralité des membres sont nommés par le président Assoumani, est remise en cause, Soilihi qualifiant l'élection ainsi restreinte de « hold-up électoral dont le résultat est connu d'avance ». Des dizaines de responsables et de partisans de l'opposition sont par ailleurs arrêtés au cours des mois précédant le scrutin.
Au cours de la campagne qui s'ensuit, le candidat indépendant Mahamoudou Ahamada reçoit le soutien du parti Juwa, dont les sympathisants parviennent à remplir le stade Ajao de Moroni, fréquemment utilisé pour mesurer la force de mobilisation d'un candidat dans l'archipel

## Système électoral
Le Président de l'union des Comores est élu au scrutin uninominal majoritaire à deux tours pour un mandat de cinq ans renouvelable une seule fois de manière consécutive. Si aucun candidat ne l'emporte au premier tour, un second est organisé entre les deux candidats arrivés en tête. Celui réunissant le plus de suffrages est alors déclaré élu. 
Les candidats à la présidence doivent obligatoirement être comoriens de naissance, âgés d'au moins trente cinq ans le jour de l'élection et avoir résidé sur le territoire national au cours des douze mois précédant le scrutin.
La présidence est tournante entre les trois principales îles de l'archipel : Anjouan, Grande Comore et Mohéli pendant deux mandats consécutifs. Au cours de ces deux scrutins, seuls s'affrontent les candidats originaires d'une d'entre elles. Sont considérés comme originaires d'une île les candidats dont le père ou la mère est née sur celle çi, ou qui y ont résidé pendant les dix années précédant l'élection. Le choix de l'île d'origine d'un candidat pour un scrutin est définitif, celui ci ne pouvant plus à l'avenir se présenter comme candidat d'une autre à la présidence de l'Union ou à son gouvernorat.
Le président élu prête serment sur le Coran, en présence du Mufti de la République. En cas de vacance ou d'empêchement définitif au cours des 900 premiers jours de son mandat, constaté par la Cour suprême saisi par le gouvernement, une nouvelle élection présidentielle est organisée dans un délai de soixante jours. L'intérim est alors assuré par le ministre situé en première position dans l'acte de nomination des membres du gouvernement, ce dernier ne pouvant par ailleurs pas être modifié par le président au cours de son intérim. Si la vacance ou l'empêchement intervient après les 900 premiers jours du mandat du président élu, le gouverneur de son île d'origine devient président de plein droit et assure ses fonctions pour la durée restante du mandat. Le secrétaire général du Gouverneur concerné assure son intérim.

## Résultats
|                           | Azali Assoumani             | CRC                       | 96 635  | 60,77 |  |  |
|                           | Mahamoudou Ahamada          | Ind.                      | 23 233  | 14,62 |  |  |
|                           | Mouigni Baraka Saïd Soilihi | Ind.                      | 8 851   | 5,57  |  |  |
|                           | Mohamed Soilihi             | Ind.                      | 6 110   | 3,84  |  |  |
|                           | Ali Mhadji                  | Ind.                      | 1 484   | 2,93  |  |  |
|                           | Hamidou Karihila            | Ind.                      | 3 880   | 2,44  |  |  |
|                           | Fahmi Saïd Ibrahim          | Ind.                      | 3 782   | 2,38  |  |  |
|                           | Hassani Hamadi              | Ind.                      | 3 576   | 2,25  |  |  |
|                           | Saïd Larifou                | Ind.                      | 3 368   | 2,12  |  |  |
|                           | Achmet Saïd                 | Ind.                      | 3 326   | 2,09  |  |  |
|                           | Ibrahim Ali Mzimba          | Ind.                      | 2 185   | 1,38  |  |  |
|                           | Saïd Djaffar Elmacely       | Ind.                      | 1 474   | 0,93  |  |  |
|                           | Salim Saandi                | Ind.                      | 1 104   | 0,69  |  |  |
|                           |                             |                           |         |       |  |  |
| Suffrages exprimés        | Suffrages exprimés          | Suffrages exprimés        | 159 008 | 95,53 |  |  |
| Votes blancs et invalides | Votes blancs et invalides   | Votes blancs et invalides | 7 439   | 4,47  |  |  |
| Total                     | Total                       | Total                     | 166 447 | 100   |  |  |
| Abstentions               | Abstentions                 | Abstentions               | 142 690 | 46,16 |  |  |
| Inscrits / participation  | Inscrits / participation    | Inscrits / participation  | 309 137 | 53,84 |  |  |

## Suites
Tout au long de la campagne, et dès l'annonce des résultats, les opposants dénoncent une fraude généralisée. Les manifestations gagnent en intensité à l'annonce des résultats, de même que la répression de la part des forces de l'ordre, qui font usage de bombes lacrymogènes, de balles à blancs, et même de balles réelles. Plusieurs des candidats ayant rejetés les résultats sont arrêtés ou blessés par la police - dont Saïd Larifou, blessé au pied par balle. Les journaux critiquant le gouvernement dont notamment La Gazette des Comores, Al-Fajr  et Masiwa Komor voient leurs tirages confisqués avant leur mise en vente, leurs journalistes arrêtés et leurs presses investit par la police. La presse privé répond le 2 avril en déclarant un boycott pour deux semaines des conférences de presse du gouvernement.
Le 28 mars, Soilihi Mohamed est arrêté après avoir pris la tête d'un Conseil national de transition. Les violences font trois morts. Le 8 avril, celui-ci est libéré après avoir renoncé à diriger le CNT et avoir reconnu la réélection du président sortant.